# FoX WarD
Майнкрафтер с ником FoX_WarD-популярный игрок состоящий в клане «Мафия».
Попал в клан «Мафия» через постель игрока Lam1inad и Castilio (бывш. Asmodeus).
На данный момент есть девушка—Екатерина (dcvg112), но он хочет уйти от нее к Lam1inad’у
Так же хочется сказать что он главный пoзоp клана «Мафия»
Клан«Мафия»—один из самых влиятельных в Minecraft. Они контролируют сервера через чанк-баны и рейды. Их тактика—массовые атаки, гриферство и давление на администрацию. Участники используют баги и дюпы, разрушая экономику проектов. Несмотря на банволы, клан возвращается под новыми никами. Админы бессильны—«Мафия» всегда на шаг впереди. Их репутация—страх и уважение. Ходят слухи, что за кланом стоят опытные программисты, взламывающие защиту. Это не просто гриферы—это кибер-мафия Minecraft.